# دفکون
دفکون (انگلیسی: Defconn؛ زادهٔ ۶ ژانویهٔ ۱۹۷۷) خواننده، آهنگساز، ترانه‌پرداز، و کمدین اهل کره جنوبی است.